# Клинволокно
ОАО «Клинволокно» — предприятие химической промышленности в Клину, одно из первых предприятий в СССР по производству химических волокон. Предприятие занималось производством капроновых, вискозных волокон и нитей, производством целлофана, щетины и лески, товаров народного потребления.
В советское время носило название Клинский комбинат искусственного и синтетического волокна, позже Клинское Производственное объединение «Химволокно» им. В. И. Ленина, было награждено орденом Трудового Красного Знамени. В июле 1992 года, комбинат было преобразовано в ОАО «Клинволокно». Ликвидировано по решению суда с 8 октября 2002 года.
Вероятный преемник ООО ТТО «Клинволокно» — № 1 в отрасли и другие организации, учрежденные ассоциацией ПА ПО «Клинволокно» Архивная копия от 22 июня 2019 на Wayback Machine.

## История

### Создание
Клинское ПО «Химволокно» было введено в эксплуатацию в марте 1931 года. Строительство фабрики искусственного волокна с проектной мощностью 4 тонны в сутки началось в 1929 году с использованием технологии немецкой фирмы «Когорн». Для строительства предприятия было организовано объединение «Клинволокнострой». Строительство велось между Октябрьской железной дорогой и Ленинградским шоссе на северо-западе города Клин. Начальником строительства был М. А. Шейнин, главным инженером Н. П. Тихонов. Строительство проходило с большими трудностями, связанными с отсутствием необходимых материалов, оборудования, электроэнергии и пара. Немецкие специалисты настаивали на заморозке строительства. Ввод в строй предприятия в назначенные сроки оказался под угрозой срыва. Однако работники и руководители стройки настаивали на продолжении строительства. Была создана бригада из активистов «Клинволокнострой», которые отправились в Москву в центральные партийные организации, газеты, дабы добиться продолжения строительства, возобновления поставок материалов и оборудования на стройку. Результаты их деятельности не заставили себя ждать и на строительство начали поступать необходимые материалы, а чуть позже начало приходить оборудование. Для решения проблемы снабжения стройки энергией и паром была введена в строй дизельная установка мощностью 250 киловатт, а пар поступал от котельной, созданной из 5 паровозов.

### Запуск первой очереди
Так, преодолевая трудности, непогоду, совместными усилиями строителей, руководства, партийных организаций 2 марта 1931 года удалось пустить в эксплуатацию первую очередь фабрики. В состав фабрики входил химический цех с содовой станцией, вискозный подвал, прядильный цех с кислотной станцией и сушильным оборудованием, крутильный и отделочный цех, перемоточный цех и цех сортировки готовой продукции.

### Военный период
С началом Великой Отечественной войны предприятие прекратило выпуск вискозного волокна и перешло к выпуску вискозного пороха (производство КЦ-2 завода № 507). На самом деле производство пороха началось ещё с 1938 года, технология была разработана Московским институтом тонкой химии и НИИ № 6). Часть оборудования фабрики была эвакуирована в города Канск и Кустанай. Порох выпускали по следующей схеме — на производстве № 1 получали вискозное волокно толщиной в 1 мм, его промывали, сушили и направляли на объект № 87, где волокно рубили на крошку толщиной около 1 мм на станках «Сан-Гали». Начальником объекта № 87 была Демидова Варвара Андреевна. С объекта 87 начиналось производство пороха.
На производстве № 2 (начальник Боброва Дора Захаровна) готовилась рабочая смесь из серной и азотной кислот крепостью 80 % для обработки полученной крошки.
После смешивания кислот до нужной концентрации рабочую смесь закачивали в большие баки, далее смесь подавалась на производство № 3 (начальник Ковалишин Григорий Иванович), где происходила обработка крошки, то есть нитрация с образованием пороха. Это была одна из самых важных и опасных операций.
Полученный порох отжимали от кислоты, промывали водой и отправляли в водяном потоке на производство № 4 (начальник Левин Григорий Степанович), где порох снова промывали и обрабатывали раствором антистатика, на производстве № 5 (начальник С. Н. Мелентьев) производились операции стабилизации, графитования, сортировки и сушки.
Производство № 5 состояло из нескольких небольших зданий, обвалованных большим слоем земли по периметру; обваловка зданий делалась для того, чтобы в случае взрыва взрывная волна направлялась вверх, не повреждая соседние здания.
Последняя операция изготовления пороха происходила на объекте № 6, там готовый порох упаковывали в гильзы, проверяли на качество (делали контрольный отстрел) и посылали на фронт. Корпус № 6 находился отдельно от первых пяти, там где сегодня располагается «поселок 31 Октября», шестой микрорайон города Клин (в народе просто «шестой», получивший своё название от шестого производства). Отдаление 6-го производства от остальных пяти доставляло проблемы с транспортировкой пороха, поэтому в 1943 году, после освобождения города от немецко-фашистских захватчиков, был построен новый корпус производства № 6 на основой территории фабрики (который впоследствии стал цехом ширпотреба).
В 1942 года на 6-м производств произошёл взрыв, который унес жизни пяти девушек из Кустаная. Начальник смены Виктор Назаров был осуждён на 10 лет, но сразу же был отправлен в штрафную роту на фронт. Во время оккупации и боевых действий корпуса предприятия сильно пострадали, а корпус производства № 1 сгорел. В 1944 году на предприятии побывал заместитель Министра текстильной промышленности Н. Акимов, после чего началось восстановление главного и вспомогательных корпусов фабрики и уже в 1944 году было выпущено 14 тонн вискозной нити, а в 1945 объём производства достиг 408 тонн.

### Послевоенное восстановление
10 мая 1945 года директор завода № 507 Н. Я. Алехин созвал руководителей всех цехов и отделов и поставил задачу прекратить выпуск пороха и форсировать работы по восстановлению предприятия по производству вискозных волокон. Было установлено 8 прядильных машин «Когорн» к имеющимся 8 машинам, на которых производили волос для производства пороха. Одновременно с этим шли ремонтно-восстановительные работы на вискозном бобинном производстве, разгребались завалы, молодежь в нерабочее время заготавливала дрова для ТЭЦ. Была восстановлена отбельная машина «Когорн». Были восстановлены вискозные барки, коммуникации, насосное оборудование для бесперебойной подачи растворов на отбельную машину. После войны по репарации из Германии поступили прядильные машины «Гамель» и отделочный агрегат, крутильные, мотальные, перемоточные машины и другое оборудование. Полностью восстановление фабрики было завершено в 1946 году. Мощность производства была увеличена в 3,5-4 раза.
Чтобы понять, как было восстановлено вискозное производство, давайте рассмотрим технологический процесс получения вискозы и самого волокна. В химический цех поступала целлюлоза на сушку, затем она подвергалась мерсеризации (обработка целлюлозы раствором едкого натра), после чего щелочная целлюлоза подвергалась измельчению и поступала на предсозревание, затем подвергалась ксантогенированию в баратах и поступала на растворение. Все операции выполнялись вручную, перегрузка продуктов осуществлялась в тележках, при этом в отделении баратов выделялись токсические вещества, соединения сероуглерода и сероводорода. Чистка баратов осуществлялась вручную в противогазах. После растворения вискоза из химического цеха поступала на вискозное бобинное производство в вискозный подвал (руководитель И. Т. Трушин). В вискозном подвале, который относился к химическому цеху, располагались смесители и участок фильтрации. Отфильтрованная вискоза поступала на крашение. Красильный участок был восстановлен под руководством старшего научного сотрудника ВНИИВ А. С. Кантора. Способ крашения был примитивным, вначале применялись краскотёрки (машины для перетирания материалов), затем вибромельницы. После крашения вискоза подавалась на формование и прядильные машины, прядильные машины работали через место, прядильщица при съёме бобин перебрасывала нить на соседнее место. Производительность машин составляла 50 %. Бобины после съёма устанавливались в вакуум-промывные ящики по 75 штук для промывания, просасывая воду сквозь толщу шелка внутрь бобины, остатки воды подвергались вакуумной эвакуации. После промывания бобины выгружали на тазики и отправляли в сушильную камеру по рельсовой дороге. Просушенный шелк поступал в крутильный цех на крутильные машины «Когорн», затем кручёная нить поступала в мотальный цех, где разматывалась в мотки, при этом шелк получался желтоватого цвета. Для окончательной отделки шелк поступал на отбельно-моечную машину «Когорн». Мотки шелка после отбельной машины отжимались в центрифугах, а затем расправлялись и шли в мотковые сушилки и далее на сортировку и упаковку. Такая технология использовалась на фабрике в 1946 году.

### 1950—1960 гг.
Вместе с восстановление вискозного производства шло строительство опытной установки по получению первого в Советском Союзе волокна капрон на базе бывшего порохового цеха завода № 507. Оборудование было получено по репарации из немецкого города Ландсберг. В апреле 1947 года была пущена опытная установка К7М и намотана первая шпуля. Начальником прядильного цеха был молодой специалист Н. Д. Каторжнов.
К концу 1947 года начался промышленный выпуск капроновой нити линейной плотностью 5 текс. Из этой нити на трикотажных фабриках начали выпускать чулки. В 1947 году началось строительство основного производства капронового волокна с суточным выпуском 4 тонны.
6 ноября 1948 года была намотана первая шпуля, эта дата считается началом первого в СССР промышленного выпуска волокна капрон. Производство состояло из нескольких цехов — в химическом цехе было установлено оборудования для плавления капролактама, автоклавы для полимеризации, получения капроновой крошки, экстракторы для промывки крошки и сушильные шкафы. После этого крошку в бочках транспортировали в прядильный цех, который состоял из 7 немецких формовочных машин «РС». Паковки с намоточной части прядильной машины поступали в крутильно-вытяжной цех, производство в котором включало несколько циклов — предварительная крутка, вытягивание волокна на вытяжных машинах, машины окончательной крутки, на которых шелк докручивался и наматывался на перфорированные цилиндры. Из крутильно-вытяжного цеха шелк поступал в отделочный цех, в котором он промывался, освобождался от непрореагировавших мономеров, после чего поступал на сушку и кондиционирование. Из отделочного цеха шелк поступал на перемотку, где перематывался на шпули, удобные для транспортировки, проходил замасливание. В сортировочном цехе шелк разбраковывался, упаковывался и отправлялся потребителю с соответствующим сертификатом качества и технических характеристик. Производство капронового шелка продолжало развиваться. В начале 50-х годов на заводе началась реконструкция производства на выпуск 8 тонн капронового шелка. Для этого было установлено четыре прядильные машины ПП-700-И производства Ленинградского завода им. К. Маркса, были установлены новые крутильно-вытяжные машины КВ-150-И4, КЭ-200-И. В 1957 году Клинский комбинат был выбран проектным институтом ГИПРОИВ для опытной эксплуатации прядильной машины ПП-350-И. От завода им. К. Маркса в Клин был направлен Якобсон Эдуард Станиславович. Однако как только машину доставили на место (машину привезли в разобранном виде в полутора сотнях ящиков), оказалось, что двухсторонняя машина не помещалась в прядильном цехе капронового производства. В срочном порядке было решено разделить машину и одну половину оставить в Клину, вторую половину отправить в Киев. Что и было сделано, машина прошла испытания и была запущена в серийное производство, первая серийная машина была отправлена в Энгельс на комбинат химических волокон. В 1965 году была закончена реконструкция комбината на выпуск 10,8 тонн шелка в сутки. В химическом цехе была произведена масштабная реконструкция, автоклавы периодической полимеризации были заменены на аппараты непрерывной полимеризации (АНП), вместо сушильных шкафов установили вакуум-барабанные сушилки, крошка стала подаваться пневмотранспортом, разработанным конструкторами комбината. Первый в стране АНП, по которому были смоделированы АНП для всей промышленности, был создан работниками производства И. Г. Шимко, Б. Н. Васильевым, К. Е. Фишманом, И. П. Панкиным.
Одновременно с развитием производства капронового волокна продолжалось развитие вискозных производств.
В 1950 году началось строительство вискозного центрифугального производства, которое завершилось в 1955 году. Специальное постановление правительства, в целях экономии, обязывало сокращать проектные производственные площади на 25 %. Технический проект производства, разработанный ГИПРОИВом, был во многом несовершенным. Основное оборудование — прядильные и перемоточные машины имели — низкие скорости и давали малый вес паковки. Эти обстоятельства обусловили в дальнейшем многие трудности и даже неустранимые недостатки. Специалисты видели многие недостатки проекта, поэтому одновременно со строительством и монтажом велись доработка и изменение неудачных решений. Большую помощь в этом оказывали специалисты отдела капитального строительства (ОКС). Особенно много помогал А. Д. Замыслов, получивший среди коллег прозвище «Архимед».
В 1954 году начальником строящегося производства был назначен Ф. И. Шмельков, под его руководством только что был успешно введён в строй новый целлофановый цех (о нём мы расскажем чуть позже). Учитывая трудности при строительстве, администрацией комбината было принято решение смонтировать несколько прядильных машин в ещё строящемся цехе, подключить их к оборудованию по получению вискозы опытной вискозной установки и начать выпуск нити не ожидая завершения строительства.
Первая прядильная машина была пущена 28 февраля 1955 года. Эту почётную задачу выполнила смена А. П. Шепелева. Эта дата является днём рождения второго вискозного центрифугального производства. С этого дня производство стало наращивать выпуск вискозной текстильной нити. Сперва было смонтировано 9 прядильных машины, затем 19 и 38. За 1955 год производство выработало более 1 тысячи тонн текстильной вискозной нити, которую охотно брали текстильные фабрики Москвы и Твери. Пуск третьего комплекта прядильных машин (всего их стало 57) завершил ввод в действие первого прядильного зала. Это составляло только половину проектной мощности производства — 5 тонн в сутки. Одновременно были пущены вискозный цех, кислотная станция, отделочный и перемоточный цеха. Сбор излишков раствора осадительной ванны в кислотном цехе и приготовление «мягкого» раствора помогли избежать приготовления 500 кубометров технологического раствора и избежать брака нити, который неизбежно происходил при формовании в «жестком» растворе осадительной ванны. Руководство комбината и производства высоко оценило это мероприятие. Специальным приказом были премированы многие работники производства.
Клинский комбинат по праву славился своими новаторскими решениями и рационализаторским подходом к труду. Так, с 1953 по 1959 год в прядильном цехе № 8 третьего капронового шелкового производства под руководством главного энергетика Г. П. Савина шли испытания системы электрообогрева прядильных головок вместо обогрева динилом. В свою очередь институтом им. Обуха Архивная копия от 15 апреля 2016 на Wayback Machine велись исследования влияния динила на животные организмы. В эксперименте по внедрению электрообогрева прядильных головок участвовали и сотрудники ГИПРОИВ (А. А. Казымов и А. Б. Симкин). Проведённая работа послужила основой для создания Ленинградским объединением им. К. Маркса новых прядильных машин с электрообогревом для капронового шелка, внедрённых на новом заводе синтетического волокна в Кемерово.

### 1960—1990 гг.
Весной 1962 года производство посетили Н. С. Хрущёв и А. Н. Косыгин. А. Н. Косыгин следил за становлением первого в стране капронового производства.
В 1963 г. вышло постановление правительства на его реконструкцию, со строительством дополнительного корпуса на выпуск нового ассортимента нитей [www.xumuk.ru/encyklopedia/2/4335.html эластик] и моноволокна. Оборудование должно было поступать из стран СЭВ и Западной Европы, однако из-за инертности тогдашнего руководства объединения, сроки неоднократно срывались и к реконструкции не приступали в течение долгих 28 лет. В итоге первое в стране производство капрона осталось с оборудованием 40-50-х годов (в том числе поставленным по репарации). Между тем клинский корд, который вырабатывали на третьем производстве, считался лучшим в стране. Дело в том, что после первой крутки и вытяжки нить промывалась, затем снова проходила крутку и вытяжку, после чего уже поступала на ткацкие станки для изготовления кордной ткани, в то время как на других предприятиях отрасли процедура промывки отсутствовала.
В 1960 году вступило в строй капроновое штапельное производство. Шерстяная промышленность страны остро нуждалась в увеличении сырьевой базы, выходом из положения являлось добавление к шерсти различных химических волокон. В соответствии с решением Майского Пленума ЦК КПСС 1957 года ГИПРОИВ к 1959 году выдал проект производства капронового штапельного волокна мощностью 15 тонн в сутки. Площадка, на которой было начато строительство корпуса будущего штапельного производства, находилась в непосредственной близости от того места, откуда Д. И. Менделеев совершил свой известный полёт на воздушном шаре.
В 1959 году трест Мособлстрой № 2 начал возведение корпуса. Основную роль в организации строительства сыграл директор комбината И. И. Волков, непосредственный технический надзор за строительством и монтажом оборудования проводили работники ОКСа Ю. Л. Ханин, А. В. Тупичкин, Г. Н. Кобзева, А. Д. Рымарь. Вскоре к ним присоединился начальник производства В. П. Семенов, который проделал большую работу по укомплектованию кадров для монтажа и пуска производства. Пленум 1957 года предполагал большое увеличение выпуска химических волокон в стране, в частности синтетических. С этой целью ГИПРОИВ разработал типовой проект завода синтетического волокна, по которому начали возводить заводы полиамидного волокна в Даугавпилсе и Кемерово, первого завода полиэфирного волокна в Курске (затем и производство капрона по типовому проекту) и производства полиамидного и ацетатного волокна в Энгельсе.
Клинское производство штапельного волокна стало своего рода полигоном для испытания и доводки нового оборудования. По проекту ГИПРОИВ в двух цехах производства — прядильном и отделочном — был смонтирован агрегат ШАК-15-И непрерывного действия на выпуск 15 тонн в сутки штапельного волокна линейной плотности 0,4 текс. В состав агрегата входили:
- установка централизованного плавления капролактама (УЦП);
- аппараты непрерывной полимеризации (АНП-5,5);
- прядильные машины ПВК-1500-И;
- грабельно-мыловочный агрегат;
- упаковочные пресса.

Непрерывность производства обеспечивалась так называемым крючково-вытяжным механизмом (КВМ), изобретённым работниками ВНИИВа Н. В. Шишкиным, А. С. Прокофьевой и др., в котором совмещались три операции: формование, вытяжка и резка волокна. В процессе пуска производства отдельные узлы аппаратов и машин совершенствовались совместно с предприятиями-изготовителями.
Так, например, на УЦП вместо шнеков для загрузки капролактама были установлены транспортеры, а также были усовершенствованы насосы подачи расплавленного капролактама. Аппараты непрерывной полимеризации (АНП-5,5), изготовленные киевским заводом «Ленинская кузница», оказались исключительно простыми и надежными в работе. Ими были оснащены в дальнейшем все вновь строящиеся производства капроновых нитей и волокон. С целью исключения из производства канцерогенного теплоносителя динила и экономии электроэнергии, ранее изготовленные прядильные головки были возвращены заводу-изготовителю (Ленинградскому заводу им. К. Маркса), где они были переделаны с обогрева динилом на электрообогрев. Создание прядильной головки с электрообогревом и системы регулирования температуры на уровне изобретения было осуществлено группой специалистов:
- комбината «Химволокно» (Г. П. Савин, И. И. Волков),
- ГИПРОИВа (А. А. Казымов, Н. Н. Колесников, А. В. Симкин),
- СКТБ завода им. К. Маркса (В. Л. Форер, А. Л. Пржиалковский).

В дальнейшем по рационализаторскому предложению работника комбината В. П. Юлова и работника СКТБ В. Алексеева на электрообогрев были также переведены расплавопроводы. Монтаж оборудования проводился под непосредственным руководством старшего механика производства Л. Ф. Воронцова. В дальнейшем аппараты АНП-5,5 были заменены на аппараты непрерывной полимеризации АНП-10 разработки ВНИИСВ (Калинин/Тверь). Вместо эвакуаторов были смонтированы 2 аппарата отгонки мономеров (АОМ). Все это, а также постепенное наращивание прядильных головок с 7 до 12 штук на машине, дало возможность довести мощности штапельного производства до 12,5 тысяч тонн в год против первоначальных 5 тысяч. После В. П. Семенова, ставшего директором комбината, начальником производства длительное время работал Л. Ф. Воронцов, который вложил много труда в усовершенствование производства и увеличение выпуска продукции. После него производством руководил Владимир Аркадьевич Догадкин, а затем М. А. Петров. Заместителями начальника производства по химико-прядильной части после С. З. Савиной работали С. С. Рыбин, И. К. Хлебникова, Р. К. Горбункова, Н. И. Юркевич, а по текстильной части — Г. И. Кузнецова, Л. П. Сбусина и Л. И. Рыжичкина. Старшим механиком производства был А. В. Филипович, затем В. П. Гагулин. Много сил и труда в течение долгих лет отдали производству старший экономист Н. С. Минина и старший нормировщик А. Н. Пузанкова. Начальниками прядильного цеха работали Л. Г. Столярова, А. В. Алексеев, А. С. Сажин, а отделочного цеха Н. И. Юркевич. К настоящему времени оба цеха объединились в один. Его начальником стал О. В. Михеев, а технологами Т. И. Кружкова, Н. А. Лепешкина, механиком цеха является Н. Д. Пучков. Долгие годы проработали В. П. Камушкина — начальником химической лаборатории и М. Д. Иванова — начальником текстильной лаборатории.
Капроновое штапельное производство постоянно совершенствовалось и перевооружалось новым оборудованием. Так, на базе производства был открыт цех текстурирования. Первоначально текстурированную нить получали на малопроизводительных английских машинах Scragg СS-З, чешских машинах роторного типа ТК-300 и советских однопроцессных машинах с одновтулочным механизмом ложного кручения ФЭ-125-И. Однако эти машины не отвечали в полной мере требованиям постоянного качества нити; так, одновтулочный механизм машины ФЭ-125-И не обеспечивает получение текстурированных нитей, равномерных по крутке. Поэтому постепенно взамен этих машин устанавливались более высокоскоростные однопроцессные машины роторного типа ТК-500 с числом вращения вьюрков МЛК до 400 тыс. в минуту (против 300 у машины ТК-300) и ТК-600 со скоростью вращения вьюрков 550 тыс. в минуту. Машина ТК-500 была оборудована устройством для сокращения хода нитераскладчика. Его разработали сотрудники Московского ордена Трудового Красного Знамени текстильного института и сотрудники клинского ПО «Химволокно». Затем, совместно с Украинским научно-исследовательским институтом по переработке волокон (УкрНИИПВ), на машинах ТК-500 был освоен процесс трощения нити с применением распушивателя РЭ, что позволило демонтировать тростильные машины и освободить производственные площади. Далее монтировались и осваивались машины совмещённого вытягивания и текстурирования ТК-603, которая, как и машина ТК-600, оборудовалась выносным шпулярником для размещения входных паковок. На освободившихся площадях была установлена однопроцессная машина совмещённого вытягивания и гофрирования, разработанная ВНИИЛтекмаш Архивная копия от 20 августа 2016 на Wayback Machine, ОВГ-500 для переработки переходных съёмов крашеного шелка и некондиционного эластика в нити, используемые в шерстяной промышленности для изготовления ковров. Машина оснащена выносным шпулярником, рассчитанным на установку 6 паковок с невытянутыми нитями (масса паковки до 12 кг), выпускная паковка имеет массу до 6,5 кг.
Совместно с ЦЛО, УкрНИИПВ и ВНИИСВ был освоен выпуск части текстурированных нитей на товарных паковках непосредственно с машин ТК-600, что дало возможность частично сократить перемотку. Устаревшие бобинажно-перемоточные машины Поликон были заменены на более производительные БП-340. Новшеством в производстве эластика стало освоение высокоскоростных машин Rieter-Scragg (Англия/Швейцария), на которых совмещаются процессы вытяжки и текстурирования. Тем временем велась работа по переоборудованию машин ТК-600 на фрикционный способ текстурирования (вместо вьюркового), за счёт чего повышается производительность машин и улучшается качество нити. В результате проведения всех вышеперечисленных и многих других работ выпуск нити увеличился с 1,5 до 8,5 тонн в сутки.
Начальниками цеха текстурирования в разные годы работали: Г. И. Кабанов, Н. Д. Горюнков, Л. С. Бойков, С. Н. Севрюков; технологами цеха были Л. П. Сбусина, Л. И. Рыжичкина, Т. В. Лебедева; механиками были С. С. Калинин, И. П. Кротов, В. В. Секретов. Начальниками смен много лет проработали Г. Л. Васильева, Т. В. Трошкина, К. С. Горбунова, М. И. Калинина.
По первоначальному проекту ГИПРОИВа предполагалось, что цех текстурирования будет перерабатывать капроновую нить, полученную с капронового шелкового производства (3-е капроновое шелковое производство). После пуска цеха стало ясно, что так работать невозможно из-за больших осложнений с транспортировкой по территории объединения и ухудшения качества нитей. Поэтому к корпусу была сделана пристройка, в которой разместился прядильный цех № 2, состоящий из химического и прядильного участков, мощностью 660 тонн в год капроновой нити линейной плотности 10 текс. В этом цехе впервые были испытаны отечественные прядильные машины ПП-600-И завода им. К. Маркса, которые после некоторой доводки были пущены в серийное производство для оснащения всех новых заводов, выпускающих капроновые текстильные нити. Пуск цеха состоялся в декабре 1964 года.
Первым начальником цеха был Ю. Д. Иванов, затем в этой должности работали С. З. Савина, И. Н. Рябов, Н. И. Юркевич, В. А. Лаврентьев. Технологом цеха при пуске работала Л. Г. Столярова, затем Г. А. Кудряшова, В. Л. Бухарина, А. Л. Костоусов, Начальниками смен по многу лет проработали А. П. Рогов, П. Т. Гурьянов, Л. М. Климова, В. Е. Лазарев, Л. П. Бубнова, Г. А. Бобылева, М. А. Петров, Е. С. Антонова, Т. А. Шамардина. Механиками цеха были Ю. П. Сбусин, Б. Н. Васильев, И. В. Софронов, В. В. Шашков.
Совместно с колористической лабораторией (А. Е. Коляскиной) в цехе было освоено крашение в массе капроновой крошки в процессе экстракции. Для этой цели была смонтирована установка приготовления красителей, которую многие годы добросовестно обслуживала А. И. Гурьянова. Чтобы не нарушать ритмичности работы прядильных машин, были установлены дополнительные бункера для хранения запаса крошки различных цветов. Сложная работа по чередованию цветов на прядильных машинах выполнялась загрузчиком бункеров Б. Беловым, а также помощниками мастеров В. Борисовым, А. Калининым, В. Рыжовым, В. Харьковым, П. Прищепой. Благодаря этому удавалось выпускать текстурированные нити 10-12 различных цветов.
В 1968 году в соответствии с Межправительственным соглашением между СССР и ГДР в прядильном цехе № 2 наряду с основным оборудованием была смонтирована опытная установка для отработки технологического режима производства капроновых текстильных нитей непрерывным способом. С советской стороны в работе принимали участие работники ВНИИСВ В. М. Харитонов, В. А. Харьков, В. Н. Высоцкий и др. Ими был разработан аппарат непрерывной полимеризации новой конструкции и аппарат для удаления низкомолекулярных соединений (АОМ) под глубоким вакуумом (2-3 мм остаточного давления), заменяющий процессы экстракции и сушки. Специалистами ГДР была разработана высокоскоростная прядильная машина для формования из расплава. На этой машине, за счёт разности скоростей галет в намоточной части (1500 и 3400 метров в минуту), получается готовая вытянутая нить. Сначала испытания проводились на небольшой машине СРВ-8, а затем была смонтирована машина СРВ-24 для промышленного выпуска нити. В дальнейшем была смонтирована и пущена вторая подобная технологическая линия. Все испытания проводились в присутствии немецких специалистов, которые, сменяя друг друга, проработали в Клину с 1968 до 1982 года.
В результате многолетней совместной работы удалось добиться получения нити хорошего качества, часть которой использовалась для выработки эластика в цехе текстурирования, а другая часть после сортировки и упаковки отправлялась потребителям. Вместе с тем, так и не удалось добиться устойчивого выдерживания параметров в химической части установки и обеспечить равномерные показатели расплава, поступающего на формование. Частые нарушения приводили к срыву процесса, из-за чего большое количество продукции переводилось в брак. Поэтому в дальнейшем химическая часть была вновь переведена на выпуск крошки, для чего смонтировали установку непрерывной экстракции и сушки (НЭС), а на прядильных машинах были установлены экструдеры для формования из крошки. Наша история будет неполной, если в ней не будут упомянуты хотя бы некоторые из лучших рабочих, принимавших активное участие в пуске и освоении нового оборудования и обеспечивших выпуск продукции хорошего качества на данном оборудовании. В прядильном цехе № 1: Р. С. Костыгина, В. П. Чижиков, Н. П. Федотов, Е. А. Арсентьев, П. Н. Белинский, Е. Н. Гаврилов, В. М. Зуева, Б. С. Кириллин, Н. М. Мищенко, А. С. Смирнова, А. В. Уханов, Н. Е. Паршин. В прядильном цехе № 2: А. В. Тябликова, Н. Хохлова, В. И. Духно, Н. Гончарова, В. Ф. Шведов, А. Морозова, Н. Рогова, Н. Остроухова, Н. Худкин, А. Боронихин, А. Козлов, А. Виноградов, Л. Спиридонова, Н. Г. Ефимуркина. В отделочном цехе: А. В. Скачков, В. И. Гаврилов, Б. Г. Игнатьев, Г. С. Кузьмичёва, В. Ф. Семина, Н. И. Чумаков, 3. И. Катаева. В крутильном цехе: Т. А. Щелканова, Р. С. Бездерова, К. Рябинкина, А. В. Бушаров, А. И. Кузина, К. П. Матюхина, В. А. Травкина.
Производственные сцены фильма Москва слезам не верит снимались в цехах предприятия. Причём предприятие не останавливалось.

### Постсоветский этап
После развала Советского Союза предприятие стало испытывать серьёзные трудности. Основные фонды и активы предприятия имели стоимость 61 млн рублей. В результате длительной эксплуатации и низких капиталовложений в обновление производственных фондов их износ составил 73 %. Необходима была срочная замена оборудования и технологических процессов, решение экологических проблем с вредными выбросами вискозных производств. Для решения проблем выбросов вискозных производств и целлофанового цеха планировалось построить цех газоочистки и рекуперации сероуглерода и сероводорода, построить установку кристаллизации сульфата натрия. Но несмотря на то, что предприятие имело достаточно большую выручку, отчисление прибыли в бюджеты различных уровней, кредитных организаций, предприятие не могло решить свои финансовые проблемы, не хватало средств на достройку газоочистного цеха, модернизацию устаревших производств, на выплату заработной платы работникам предприятия. Городская администрация постоянно задерживала выплаты за тепло и электроэнергию.
В 1996 году было предприятие было акционировано. С самого начала акционирования стали поступать предложения «поделиться» имуществом. На отказ сделать это, Администрацией было инициирование банкротство. Формальным поводом банкротства явилась задолженность общества перед энергетиками и бюджетом. Она была вызвана банкротством и неплатежеспособностью муниципальных предприятий перед ОАО «Клинволокно» за поставленную теплоэнергию (ТЭЦ входила в состав общества).
Противостояние длилось более 5 лет, пока в сентябре 2001 года руководство предприятия не расстреляли. Петрова Л. И. погибла на месте, Сухоруков выжил, получив три огнестрельных ранения. После чего имущество общества перешло в собственность подконтрольных Администрации организаций или было распродано за небольшую цену.
В итоге, после долгих лет борьбы за существование, комбинат под надуманным предлогом был признан банкротом в 2001 году. На его базе была организована ассоциация ПА ПО «Клинволокно» Архивная копия от 22 июня 2019 на Wayback Machine, в состав которой входят десятки различных фирм и организаций.

## История ввода в строй мощностей
1. Вискозное бобинное производство, которое введено в эксплуатацию в 1931 году, частично реконструировано в 1975 году. Мощность производства 5200 тонн в год.[3]
2. Теплоцентраль введена в строй в 1931 году, реконструирована в 1973 году и в 1987 году. Мощность электрической энергии 3600 КВт, тепловая мощность: пар — 480 т/час, перегретая вода — 200 Гкал/час.[12]
3. Капроновое шелковое производство было введено в эксплуатацию в 1948 году (получено первое волокно капрон в СССР), частично реконструировано в 1968 году. Мощность 2830 тонн в год капроновых текстильных нитей и 1930 тонн в год технических и кордных нитей.[13]
4. Целлофановый цех введён в эксплуатацию в 1952 году, реконструирован в 1969 году. Мощность цеха 4120 тонн целлофановой плёнки в год.[14]
5. Вискозное центрифугальное производство было введено в эксплуатацию в 1955 году, частично реконструировано в 1965 году. Мощность 4900 тонн в год.[15]
6. Капроновое штапельное производство введено в строй в 1960 году, реконструкция проведена в 1976 году и 1984 году. Мощность производства 345 тонн текстильных капроновых нитей в год и 12600 тонн капронового штапельного волокна в год.[16]
7. Производство капроновых текстурированных нитей введено в строй в 1988 году. На производстве предусмотрен выпуск капроновых текстурированных нитей низкой линейной плотности колготочного ассортимента мощностью 4430 тонн в год на базе совершенного, высокопроизводительного оборудования отечественного и импортного производства (Textima, Barmag Архивная копия от 22 мая 2016 на Wayback Machine, Rieter-Scragg Архивная копия от 4 сентября 2019 на Wayback Machine, Savio Matec). Процесс предусматривает выпуск тонких капроновых эластичных нитей колготочного ассортимента, остро необходимых для текстильной промышленности. Выпуск колготок составит 100 миллионов штук в год.[17]

## Продукция предприятия
- Текстильные полиамидные текстурированные нити (применяются для производства чулочно-носочных изделий, в текстильной промышленности)
- Комплексные полиамидные нити в том числе профилированные (предназначенную для выработки специальных и технических тканей, а также специальных и резино-технических изделий)
- Полиамидная мононить (для получения лески, щетины, гранулята полиамид-6)
- Технические полиамидные нити (для изготовления кордных тканей, кабельной и рыболовной промышленности)
- Полиамидное штапельное волокно (для шерстяной, текстильной промышленности, волокна хлопкового типа)
- Полиамидная леска леска рыболовная, леска технического назначения (для производства спецтканей, фильтровальных сеток, тканей сеток для шин)
- Щетина для щёток, для воздушных фильтров автомобильных двигателей
- Полиамид-6 вторичный (применяется для производства изделий культурно-бытового назначения)
- Нити вискозные неокрашенные, окрашенные в массе (применяются в текстильной промышленности)
- Вискозные профилированные нити (для применения в меховой промышленности, такие нити дают оптический эффект, имитирующий натуральный мех)
- Нити фасонные узелковые (Текстильная нить, имеющая периодически повторяющиеся местные изменения структуры и окраски)
- Вискозные комбинированные пневмосоединенные нити (используются в текстильной промышленности для изготовления верхнего и бельевого трикотажа)
- Вискозные трощенные нити с подкруткой (состоит из двух или более одиночных нитей, соединённых с подкручиванием, используют для выработки подкладочных, корсетных, ворсовых, сорочечных и плательных тканей)
- Плёнка целлюлозная (целлофан) (применяется в качестве упаковочного материала)
- Канаты капроновые, плетённые группы (обыкновенные)
- Нить полифеновая комплексная[18] (полифеновые нити обладают высокой устойчивостью к действию агрессивных сред и низким коэффициентом трения, используются для изготовления технических тканей)
- Колготки женские эластичные[19]